# Generally Accepted Accounting Principles
Generally Accepted Accounting Principles är engelska för god redovisningssed. Normalt använts förkortningen GAAP. Med GAAP avses oftast US GAAP det vill säga god redovisningssed för företag i USA som är noterade på börs eller i övrigt anses vara av allmänt intresse.

## FASB
US GAAP formuleras normalt av FASB, Financial Accounting Standards Board. FASB är ingen myndighet utan ett oberoende organ som finansieras av börsavgifter som publika bolag i USA måste erlägga. 
US GAAP är ingen lag utan en samling rekommendationer. Den amerikanska motsvarigheten till finansinspektionen, Securities and Exchange Commission (SEC), som utövar tillsyn över börshandeln i USA har dock beslutat att alla bolag noterade vid amerikansk börs ska tillämpa US GAAP varför användandet i praktiken är tvingande. Utländska bolag noterade i USA har haft rätt att redovisa enligt de internationella redovisningsprinciperna IFRS men har då varit tvungna att även lämna in en avstämning som redogör för skillnaderna i resultat och ställning om bokslutet varit upprättat enligt GAAP. Den regeln är dock på väg att avskaffas varefter IFRS kommer att bli fullt accepterat för alla amerikanska börsbolag. 
US GAAP bygger på de statements, uttalanden, som FASB gjort. Det finns över 150 sådana uttalanden. Vidare utger FASB interpretations, uttolkningar av GAAP som i olika mån utökar tillämpning av uttalanden eller förtydligar eller förändrar tillämpning där sådant anses nödvändigt. Därutöver finns också Technical bulletins som syftar till att ge teknisk vägledning för tillämpning. 
Närbesläktad vägledning finns i Concepts som också utgetts av FASB men som är av mer principiell natur och egentligen inte räknas till US GAAP.

## En jämförelse med svensk redovisning
Den text som utgör US GAAP är väsentligt mer omfattande än det som utgör god redovisningssed i Sverige, det vill säga lagar som Årsredovisningslagen och Bokföringslagen och anvisningar som getts ut av Redovisningsrådet, Bokföringsnämnden och Föreningen Auktoriserade Revisorer. Svensk redovisningstradition har varit mer principbaserad medan US GAAP är regelbaserad − olika överväganden har resulterat i mycket detaljerade regler för hur redovisning av en viss transaktion eller affärshändelse ska redovisas och presenteras. 
Klara skillnader mellan god redovisningssed i Sverige och USA har funnits inom områden som leasing och redovisning av intäkter. 
Vid en jämförelse framstår även US GAAP som mer oöverskådlig och svårgenomtränglig då den inbördes rangordningen mellan olika uttalanden och riktlinjer kan vara oklara. Ett ursprungligt uttalande kan ha ersatts eller förtydligats med en senare uttolkning. Hänvisning till det senare och mer aktuella uttolkningen saknas då i den ursprungliga texten. I utgivandet av god redovisningssed i Sverige, som kan sägas ske i den samlingsvolym som FAR Förlag årligen utkommer med, tas inaktuella texter bort och nya markeras särskilt. 

## En jämförelse med IFRS
IFRS, eller International Financial Reporting Standards är god redovisningssed inom EU och för många länder utanför EU och USA för noterade bolag.

Under 2012 meddelade SEC att det förväntade sig att separat US GAAP fortsätter under överskådlig framtid men försökte uppmuntra till ytterligare arbete för att anpassa de två standarderna.
IFRS är väsentligt yngre än US GAAP och har arbetats fram inom ramen för EU-samarbetet under 1990-talet och fram till idag. IFRS är i likhet med svensk redovisning främst principbaserad snarare än regelstyrd. 
Det sker en internationell rörelse för att integrera IFRS och US GAAP då dessa är de två dominerande redovisningssystemen i världen idag. Detta arbete sker inte helt friktionsfritt.